# Primera División de Chile 1981
Primera División de Chile 1981 var den var den chilenska högstaligan i fotboll för herrar för säsongen 1981, som slutade med att Colo-Colo vann för tolfte gången. 

## Kvalificering för internationella turneringar
- Copa Libertadores 1982
  - Vinnaren av Primera División: Colo-Colo
  - Vinnaren av Liguilla Pre-Libertadores: Cobreloa

## Sluttabell
Vinnaren av Copa Chile 1981 fick två extra bonuspoäng, dessutom fick alla semifinalister förutom vinnaren ett bonuspoäng. Dessa bonuspoäng redovisas i tabellen under "BP".
| Plac. | Lag                  | S  | V  | O  | F  | BP | GM | IM | MSK | Poäng |
| ----- | -------------------- | -- | -- | -- | -- | -- | -- | -- | --- | ----- |
| 1     | Colo-Colo            | 30 | 19 | 8  | 3  | 2  | 63 | 22 | 41  | 48    |
| 2     | Cobreloa             | 30 | 20 | 6  | 4  | 0  | 53 | 21 | 32  | 46    |
| 3     | Universidad de Chile | 30 | 16 | 8  | 6  | 0  | 50 | 34 | 16  | 40    |
| 4     | Unión Española       | 30 | 12 | 10 | 8  | 1  | 44 | 32 | 12  | 35    |
| 5     | Naval                | 30 | 11 | 11 | 8  | 0  | 46 | 34 | 12  | 33    |
| 6     | Magallanes           | 30 | 12 | 8  | 10 | 0  | 45 | 39 | 6   | 32    |
| 7     | Audax Italiano       | 30 | 10 | 10 | 10 | 1  | 42 | 40 | 2   | 31    |
| 8     | Universidad Católica | 30 | 11 | 8  | 11 | 0  | 41 | 33 | 8   | 30    |
| 9     | Deportes La Serena   | 30 | 10 | 9  | 11 | 0  | 40 | 49 | -9  | 29    |
| 10    | O'Higgins            | 30 | 9  | 9  | 12 | 0  | 40 | 44 | -4  | 27    |
| 11    | Palestino            | 30 | 7  | 12 | 11 | 0  | 32 | 36 | -4  | 26    |
| 12    | Deportes Iquique     | 30 | 9  | 8  | 13 | 0  | 43 | 53 | -10 | 26    |
| 13    | San Luis             | 30 | 8  | 9  | 13 | 0  | 38 | 50 | -12 | 25    |
| 14    | Deportes Concepción  | 30 | 7  | 10 | 13 | 0  | 33 | 46 | -13 | 24    |
| 15    | Everton              | 30 | 5  | 12 | 13 | 1  | 36 | 60 | -24 | 22    |
| 16    | Ñublense             | 30 | 2  | 6  | 22 | 0  | 17 | 70 | -53 | 10    |

|  | Mästare och kvalificerade till Copa Libertadores 1982. |
|  | Kvalificerade till Liguilla Pre-Libertadores.          |
|  | Till kvalserie.                                        |
|  | Nedflyttade till Segunda División.                     |

| Primera División Vinnare av Primera División 1981 |
| ------------------------------------------------- |
| Chile                                             |
| Colo-Colo 13:e titeln                             |

## Kvalserie
| Plac. | Lag                  | S | V | O | F | GM | IM | MSK | Poäng |
| ----- | -------------------- | - | - | - | - | -- | -- | --- | ----- |
| 1     | Palestino            | 3 | 2 | 1 | 0 | 4  | 2  | 2   | 5     |
| 2     | Deportes Iquique     | 3 | 1 | 2 | 0 | 7  | 6  | 1   | 4     |
| 3     | Deportes Antofagasta | 3 | 0 | 2 | 1 | 4  | 5  | -1  | 2     |
| 4     | Coquimbo Unido       | 3 | 0 | 1 | 2 | 4  | 6  | -2  | 1     |

Deportes Iquique och Palestino fick spela i den högsta divisionen 1982.

## Liguilla Pre-Libertadores
Lagen på plats 2 till 5 spelade en playoff-serie bestående av tre omgångar för att bestämma vilket lag som skulle bli det andra representationslaget i Copa Libertadores.
| Plac. | Lag                  | S | V | O | F | GM | IM | MSK | Poäng |
| ----- | -------------------- | - | - | - | - | -- | -- | --- | ----- |
| 1     | Cobreloa             | 3 | 2 | 1 | 0 | 7  | 5  | 2   | 5     |
| 2     | Universidad de Chile | 3 | 2 | 0 | 1 | 4  | 3  | 1   | 4     |
| 3     | Naval                | 3 | 1 | 0 | 2 | 2  | 3  | -1  | 2     |
| 4     | Unión Española       | 3 | 0 | 1 | 2 | 4  | 6  | -2  | 1     |